# Rothschildia jorulla
Rothschildia jorulla is een vlinder uit de onderfamilie Saturniinae van de familie nachtpauwogen (Saturniidae).
De wetenschappelijke naam van de soort is, als Saturnia jorulla, voor het eerst geldig gepubliceerd door John Obadiah Westwood in 1854.